# Kállio (Phocide)
Kállio (grec moderne : Κάλλιο) est une localité située dans le dème de Doride, dans le district régional de Phocide, dans la périphérie de Grèce-Centrale, en Grèce.
Selon le recensement de 2021, elle compte 32 habitants.